# Oradour-Fanais
Oradour-Fanais település Franciaországban, Charente megyében. Lakosainak száma 341 fő (2022. január 1.). Oradour-Fanais Abzac, Brillac, Asnières-sur-Blour, Gajoubert és Val d’Issoire községekkel határos.

## Népesség
A település népessége az elmúlt években az alábbi módon változott:
| Lakosok száma | 475  | 375  | 340  | 361  | 383  | 392  | 396  | 403  | 385  | 341  |
|               | 1968 | 1982 | 1990 | 2006 | 2013 | 2015 | 2017 | 2019 | 2020 | 2022 |